# 藤原楓麻呂
藤原 楓麻呂（ふじわら の かえでまろ）は、奈良時代の公卿。名は楓麿または楓万呂とも表記される。藤原北家の祖である参議・藤原房前の七男。官位は従三位・参議。

## 経歴
孝謙朝の天平宝字2年（758年）正月に西海道問民苦使に任じられ、9月に民の疾苦29件を太政官に上申する。これに対して大宰府が対処を命じられた。
同年8月淳仁天皇の即位に伴って従五位下・丹後守に叙任される。この叙位では、淳仁天皇の兄である船王・池田王、藤原仲麻呂の親族の巨勢麻呂・御楯・真先・久須麻呂、仲麻呂側近の石川年足・氷上塩焼・佐伯毛人・阿倍子島・紀伊保ら、淳仁天皇・藤原仲麻呂に親しい者が多く昇叙されており、楓麻呂も親仲麻呂派とみられていたか。淳仁朝初頭は、天平宝字3年（759年）文部卿の石川年足を始め仲麻呂の側近が多く歴任している文部省の次官である文部少輔に、翌天平宝字4年（760年）正月には仲麻呂の主要政策である巡察使（東海道巡察使）に任じられる等、仲麻呂の信頼を受けその政策の遂行を担った。
しかし、同年2月に文部少輔を解かれ但馬介に左遷される。当時の但馬守は山背王であったが、参議として京師にいたことから、但馬国の行政は楓麻呂に任せられていたと想定される。但馬介の任期を満了して、天平宝字7年（763年）正月に大判事として京官に復すが、同年7月には藤原仲麻呂暗殺未遂事件が発生して舅である藤原宿奈麻呂が大不敬として罰せられ除名処分を受けており、楓麻呂の政治的立場に悪影響を及ぼしたと見られる。
天平宝字8年（764年）9月に藤原仲麻呂の乱が勃発すると、四階昇進して従四位下に叙せられてその追討に当たり、乱終結後の10月には軍事上の要衝である美濃守に任ぜられる。さらに、翌天平神護元年（765年）正月には乱での功労により勲四等の叙勲を受け、同年7月には右兵衛督に任ぜられる等、乱における武功が大きかったと考えられる。天平神護3年（767年）大宰大弐として九州に赴任。大宰帥は石川豊成であったが、参議の兼官であったため、大宰府での行政は楓麻呂が差配したと見られる。翌神護景雲2年（768年）には安史の乱による唐の混乱や、関係が悪化していた新羅への対策のために築城されていた、怡土城を完成させている。神護景雲2年（768年）右大弁として京官に復す。
神護景雲4年（770年）8月に称徳天皇が崩御すると、大葬の御装束司を務める一方、弾正尹として左大弁・佐伯今毛人と共に、道鏡の下野国への護送を担当した。同年10月の光仁天皇即位に伴い従四位上に昇叙されると、翌宝亀2年（771年）正四位下、宝亀3年（772年）には参議に任じられて公卿に列す。楓麻呂の参議登用については、太政官の首班であった左大臣・藤原永手が前年2月に没したことで、太政官構成において北家が実質的に大納言・藤原魚名のみ（藤原清河は在唐）となっていたことから、楓麻呂の登用により藤原各家の均衡をとり（南家：2人、北家：2人、式家：3人）、藤原氏の挙族体制によって政権を保持しようとした内臣・藤原良継（楓麻呂の舅でもある）の意図があったと見られる。その後も、宝亀5年（774年）には従三位に叙せられる等、光仁朝では順調に昇進した。またこの間、右衛士督・大蔵卿・摂津大夫を歴任している。
宝亀7年（776年）6月13日薨去。最終官位は参議従三位大蔵卿兼摂津大夫。

## 官歴
注記のないものは『続日本紀』による。
- 時期不詳：正六位上
- 天平宝字2年（758年） 正月5日：西海道問民苦使。8月1日：従五位下。8月4日：丹後守[9]
- 天平宝字3年（759年） 11月5日：文部少輔
- 天平宝字4年（760年） 正月21日：東海道巡察使。2月20日：但馬介
- 天平宝字7年（763年） 正月9日：大判事
- 天平宝字8年（764年） 9月12日：従四位下。10月6日：美濃守
- 天平神護元年（765年） 正月7日：勲四等。7月20日：右兵衛督
- 天平神護3年（767年） 2月28日：大宰大弐
- 神護景雲2年（768年） 11月13日：右大弁
- 神護景雲3年（769年） 9月17日：信濃守（兼官か）[7]
- 神護景雲4年（770年） 8月4日：御装束司（称徳天皇崩御）。8月21日：見弾正尹。8月22日：伊勢守。10月1日：従四位上
- 宝亀2年（771年） 5月14日：兼讃岐守、見右衛士督。11月25日：正四位下
- 宝亀3年（772年） 4月20日：参議
- 宝亀5年（774年） 正月8日：正四位上。5月5日：従三位
- 宝亀6年（775年） 日付不詳：兼大蔵卿[10]。11月7日：兼摂津大夫
- 宝亀7年（776年） 6月13日：薨去（参議従三位大蔵卿兼摂津大夫）

## 系譜
『尊卑分脈』による。
- 父：藤原房前
- 母：阿波采女（粟凡若子）
- 妻：藤原良継の娘
  - 男子：藤原園人（756-819）
- 生母不明：
  - 男子：藤原園主
  - 男子：藤原城主